# Singularitat nua
En la relativitat general, una singularitat nua és una hipotètica singularitat gravitatòria sense horitzó d'esdeveniments.
Quan existeix almenys una geodèsica causal que, en el futur, s'estén a un observador a l'infinit o a un observador que es mou amb el núvol que s'esfondra, i en el passat acaba en la singularitat gravitatòria, llavors aquesta singularitat es coneix com a nu. singularitat. En un forat negre, la singularitat està completament tancada per un límit conegut com a horitzó d'esdeveniments, dins del qual la curvatura de l'espai-temps causada per la singularitat és tan forta que la llum no pot escapar. Per tant, els objectes dins de l'horitzó d'esdeveniments, inclosa la pròpia singularitat, no es poden observar directament. En canvi, una singularitat nua seria observable.
L'existència teòrica de singularitats nues és important perquè la seva existència significaria que seria possible observar el col·lapse d'un objecte a una densitat infinita. També causaria problemes fonamentals per a la relativitat general, perquè la relativitat general no pot fer prediccions sobre l'evolució de l'espai-temps prop d'una singularitat. En els forats negres genèrics, això no és un problema, ja que un espectador extern no pot observar l'espai-temps dins de l'horitzó d'esdeveniments.
No s'han observat singularitats nues a la natura. Les observacions astronòmiques dels forats negres indiquen que la seva velocitat de rotació cau per sota del llindar per produir una singularitat nua (paràmetre de rotació 1). El GRS 1915+105 s'acosta més al límit, amb un paràmetre de gir de 0,82-1,00. S'insinua que GRO J1655−40 podria ser una singularitat nua.
Segons la hipòtesi de la censura còsmica, les singularitats gravitatòries poden no ser observables. Si la gravetat quàntica de bucle és correcta, les singularitats nues poden ser possibles a la natura.

## Formació prevista
Quan una estrella massiva pateix un col·lapse gravitatori a causa de la seva pròpia immensa gravetat, el resultat final d'aquest col·lapse persistent es pot manifestar com un forat negre o una singularitat nua. Això és cert en una àmplia gamma d'escenaris físicament plausibles en el marc de la teoria general de la relativitat. El model Oppenheimer–Snyder–Datt (OSD) il·lustra el col·lapse d'un núvol esfèric compost per pols homogènia (matèria sense pressió). En aquest escenari, tota la matèria convergeix a la singularitat de l'espai-temps simultàniament en termes de temps en moviment. En particular, l'horitzó d'esdeveniments emergeix abans que la singularitat, cobrint-la efectivament. Tenint en compte les variacions en el perfil de densitat inicial (tenint en compte la densitat no homogènia), es pot demostrar una alteració significativa en el comportament de l'horitzó. Això condueix a dos resultats potencials diferents que sorgeixen del col·lapse de la pols genèrica: la formació d'un forat negre, caracteritzat per l'horitzó que precedeix la singularitat, i l'aparició d'una singularitat nua, on l'horitzó es retarda. En el cas d'una singularitat nua, aquest retard permet que geodèsiques nuls o raigs de llum escapin de la singularitat central, on la densitat i les curvatures divergeixen, arribant a observadors llunyans. En explorar escenaris més realistes de col·lapse, una via consisteix a incorporar pressions al model. La consideració del col·lapse gravitatori amb pressions diferents de zero i diversos models que inclouen una equació d'estat realista, que delimita la relació específica entre la densitat i la pressió dins del núvol, ha estat examinada i investigada a fons per nombrosos investigadors al llarg dels anys. Tots donen lloc a un forat negre o una singularitat nua segons les dades inicials.
A partir de conceptes extrets de forats negres giratoris, es demostra que una singularitat, que gira ràpidament, pot esdevenir un objecte en forma d'anell. Això dóna lloc a dos horitzons d'esdeveniments, així com una ergosfera, que s'apropen a mesura que augmenta el gir de la singularitat. Quan els horitzons d'esdeveniments exterior i interior es fusionen, es redueixen cap a la singularitat giratòria i finalment l'exposen a la resta de l'univers.
Una singularitat que giri prou ràpid podria ser creada pel col·lapse de la pols o per una supernova d'una estrella que gira ràpidament. S'han realitzat estudis de púlsars i algunes simulacions per ordinador (Choptuik, 1997). Curiosament, s'ha informat recentment que algunes nanes blanques giratòries poden transmutar de manera realista en singularitats nues rotatives i forats negres amb una àmplia gamma de valors de massa propera i subsolar capturant partícules asimètriques de matèria fosca. De la mateixa manera, les estrelles de neutrons que giran també es podrien transmutar a les singularitats nues de massa gairebé solar que giran lentament capturant les partícules asimètriques de matèria fosca, si el núvol acumulat de partícules de matèria fosca al nucli d'una estrella de neutrons es pot modelar com un anisotròpic. fluid. En general, la precessió d'un giroscopi i la precessió d'òrbites de matèria que cauen en un forat negre giratori o una singularitat nua es poden utilitzar per distingir aquests objectes exòtics.
El matemàtic Demetrios Christodoulou, guanyador del premi Shaw, ha demostrat que, contràriament al que s'havia esperat, també es produeixen singularitats que no s'amaguen en un forat negre. Tot i això, aleshores va demostrar que aquestes "singularitats nues" són inestables.

## Mètriques

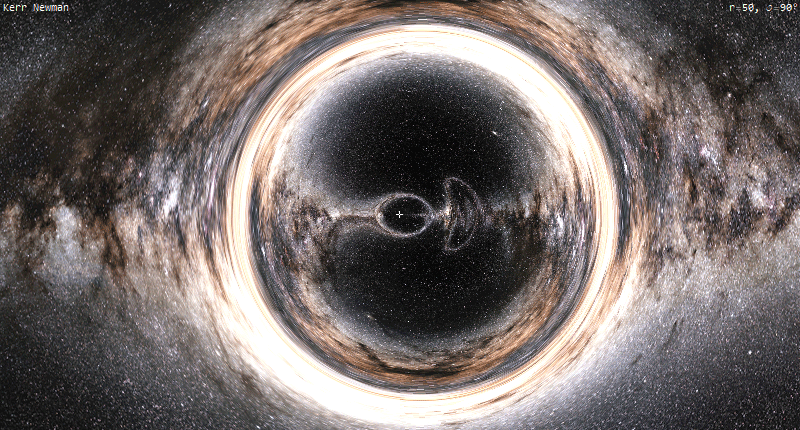
Ray va traçar la imatge d'una hipotètica singularitat nua davant d'un fons de la Via Làctia. Els paràmetres de la singularitat són M=1, a²+Q²=2M². La singularitat es veu des del seu pla equatorial a θ=90° (vora activada).

Els horitzons d'esdeveniments que desapareixen existeixen a la mètrica de Kerr, que és un forat negre que gira al buit. Concretament, si el moment angular és prou alt, els horitzons d'esdeveniments podrien desaparèixer. Transformant la mètrica de Kerr en coordenades de Boyer-Lindquist, es pot demostrar que la {\displaystyle r} és la coordenada (que no és el radi) de l'horitzó d'esdeveniments

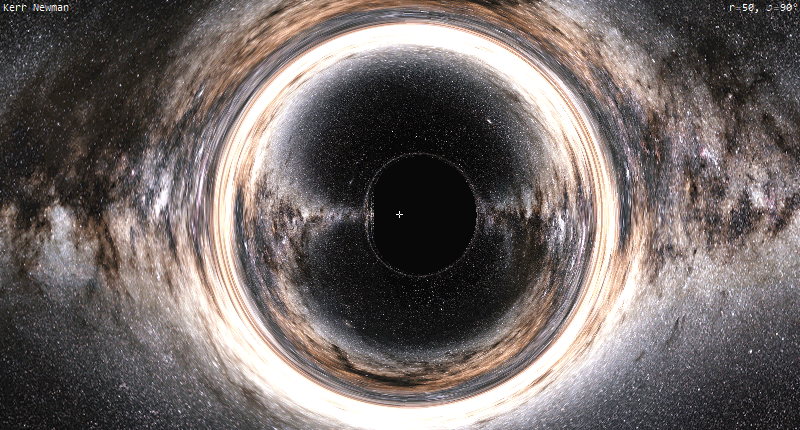
Comparació amb un forat negre extrem amb M=1, a²+Q²=1M²

{\displaystyle r_{\pm }=\mu \pm (\mu ^{2}-a^{2})^{1/2},}
on {\displaystyle \mu =GM/c^{2}}, i {\displaystyle a=J/Mc}. En aquest cas, "desapareixen els horitzons d'esdeveniments" significa quan les solucions són complexes {\displaystyle r_{\pm }}, o {\displaystyle \mu ^{2}<a^{2}}. Tanmateix, això correspon a un cas en què {\displaystyle J} supera {\displaystyle GM^{2}/c} (o en unitats de Planck, {\displaystyle J>M^{2}}), és a dir, el gir supera el que normalment es veu com el límit superior dels seus valors físicament possibles.
Els horitzons d'esdeveniments que desapareixen també es poden veure amb la geometria de Reissner–Nordström d'un forat negre carregat. En aquesta mètrica, es pot mostrar que els horitzons es produeixen a
{\displaystyle r_{\pm }=\mu \pm (\mu ^{2}-q^{2})^{1/2},}
on {\displaystyle \mu =GM/c^{2}}, i {\displaystyle q^{2}=GQ^{2}/(4\pi \varepsilon _{0}c^{4})}. Dels tres casos possibles per als valors relatius de {\displaystyle \mu } i {\displaystyle q}, el cas on {\displaystyle \mu ^{2}<q^{2}} provoca totes dues {\displaystyle r_{\pm }} ser complex. Això significa que la mètrica és regular per a tots els valors positius de {\displaystyle r}, o dit d'una altra manera, la singularitat no té horitzó d'esdeveniments. Tanmateix, això correspon a un cas en què {\displaystyle Q/{\sqrt {4\pi \varepsilon _{0}}}} supera {\displaystyle M{\sqrt {G}}} (o en unitats de Planck, {\displaystyle Q>M}), és a dir, la càrrega supera el que normalment es considera el límit superior dels seus valors físicament possibles.
Vegeu la mètrica Kerr-Newman per a una singularitat d'anell carregat i giratori.

## Efectes
Una singularitat nua podria permetre als científics observar un material infinitament dens, cosa que en circumstàncies normals seria impossible segons la hipòtesi de la censura còsmica. Sense cap horitzó d'esdeveniments, alguns especulen que les singularitats nues podrien emetre llum.